# 古市駅 (兵庫県)
古市駅（ふるいちえき）は、兵庫県丹波篠山市古市字北側にある、西日本旅客鉄道（JR西日本）福知山線の駅である。駅番号はJR-G67。
アーバンネットワークおよび「JR宝塚線」の愛称区間に含まれている。標高は211mで、線内で最高所に位置する駅でもある。

## 歴史
- 1899年（明治32年）3月25日：阪鶴鉄道の三田駅 - 篠山駅（現在の篠山口駅）間延伸により開業[1]。旅客・貨物の取り扱いを開始[2]。
- 1907年（明治40年）8月1日：鉄道国有法により阪鶴鉄道国有化[2]。帝国鉄道庁の駅になる。
- 1909年（明治42年）10月12日：線路名称制定。阪鶴線所属駅となる。
- 1912年（明治45年）3月1日：線路名称改定。阪鶴線の福知山駅以南が福知山線に改称し、当駅もその所属となる。
- 1962年（昭和37年）3月1日：貨物の取り扱いを廃止[2]。
- 1973年（昭和48年）4月1日：荷物扱い廃止[4]。
- 1984年（昭和59年）3月10日：無人駅となる[3]。
- 1986年（昭和61年）：駅舎改築[1]。
- 1987年（昭和62年）4月1日：国鉄分割民営化により、西日本旅客鉄道（JR西日本）の駅となる[2]。
- 1988年（昭和63年）3月13日：路線愛称の制定により、「JR宝塚線」の愛称を使用開始。
- 1992年（平成4年）4月1日：篠山口鉄道部発足により、その管轄となる。
- 1999年（平成10年）1月28日：自動改札機を設置し、供用開始[5]。
- 2003年（平成15年）11月1日：ICカード「ICOCA」の利用が可能となる。簡易型自動改札機で対応。
- 2009年（平成21年）6月1日：篠山口鉄道部廃止に伴い福知山支社直轄に戻され、篠山口駅の被管理駅となる。
- 2018年（平成30年）3月17日：当駅に駅ナンバリング「JR-G67」が導入され、使用を開始。
- 2022年（令和4年）10月1日：組織改正により、全線が近畿統括本部福知山管理部の管轄になり、福知山駅の被管理駅となる。

## 駅構造

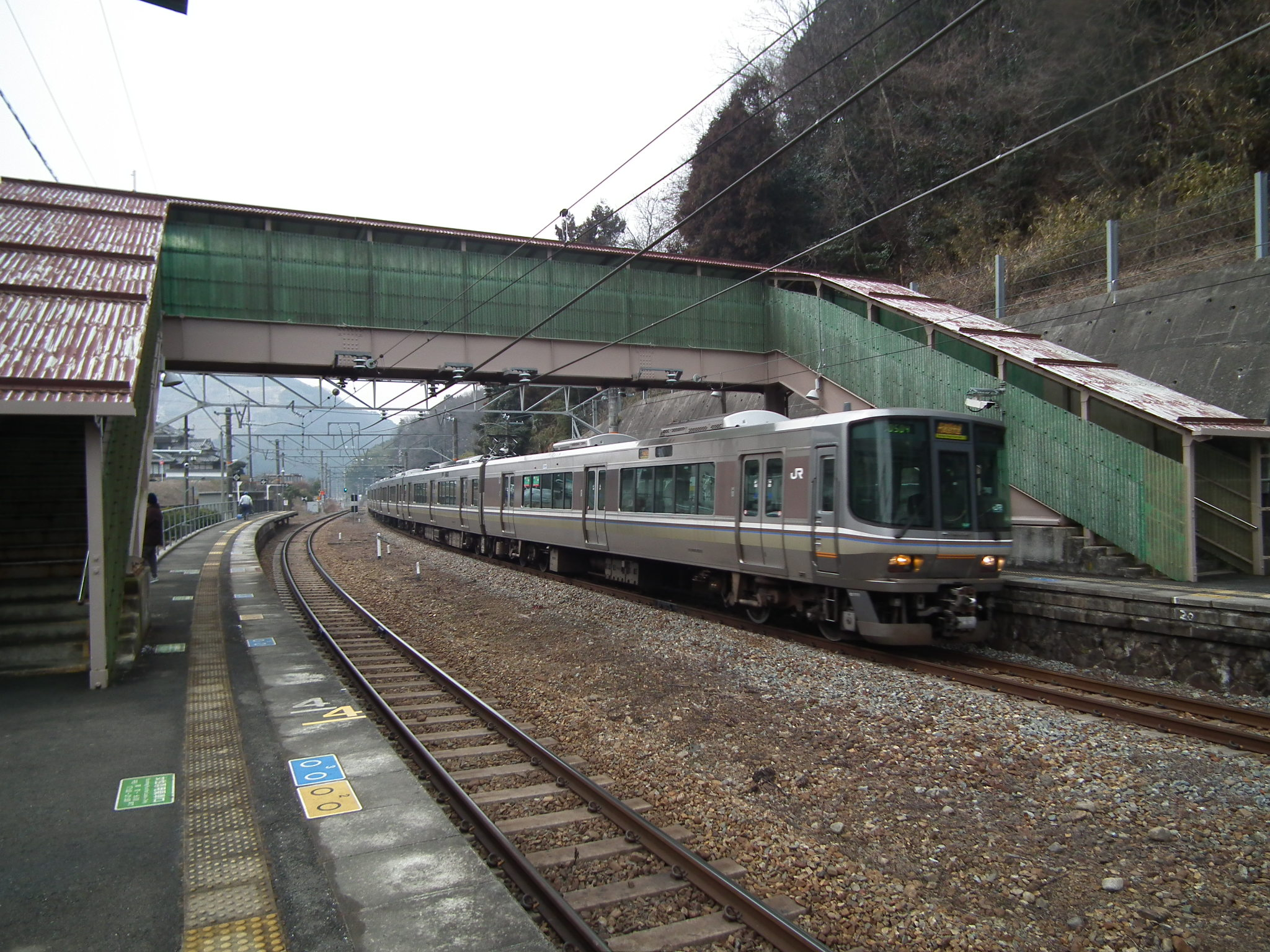
ホームと跨線橋（2010年2月）

2面2線の相対式ホームを有する地上駅。構内に分岐器や絶対信号機を持たないため、停留所に分類される。
福知山駅が管理する無人駅だが、ICOCA（および相互利用対象のICカード）が利用可能で、高額紙幣やオレンジカードが使えない簡易型自動券売機および自動改札機（集札機能のない簡易型）が設置されている。
駅舎は南の1番のりば側にあり、反対側の2番のりばへは跨線橋で連絡している。
公衆トイレは駅前の駅舎脇に自治体が管理する多目的トイレ併設ものが設置されている。

### のりば
| のりば | 路線     | 方向 | 行先               |
| ------ | -------- | ---- | ------------------ |
| 1      | JR宝塚線 | 上り | 三田・宝塚方面     |
| 2      | JR宝塚線 | 下り | 篠山口・福知山方面 |

- 上表の路線名は旅客案内上の名称（愛称）で表記している。

## ダイヤ
日中は1時間あたり2本が停車する。朝晩は本数が1時間あたり3〜5本となり、JR東西線経由の電車もある。

## 利用状況
「兵庫県統計書」によると、2016年（平成28年）度の1日平均乗車人員は197人である。
近年の1日平均乗車人員は以下の通りである。
| 年度   | 1日平均 乗車人員 |
| ------ | ---------------- |
| 1995年 | 370              |
| 1996年 | 391              |
| 1997年 | 386              |
| 1998年 | 379              |
| 1999年 | 359              |
| 2000年 | 340              |
| 2001年 | 328              |
| 2002年 | 318              |
| 2003年 | 300              |
| 2004年 | 292              |
| 2005年 | 277              |
| 2006年 | 266              |
| 2007年 | 251              |
| 2008年 | 246              |
| 2009年 | 222              |
| 2010年 | 225              |
| 2011年 | 218              |
| 2012年 | 216              |
| 2013年 | 223              |
| 2014年 | 212              |
| 2015年 | 202              |
| 2016年 | 197              |

## 駅周辺

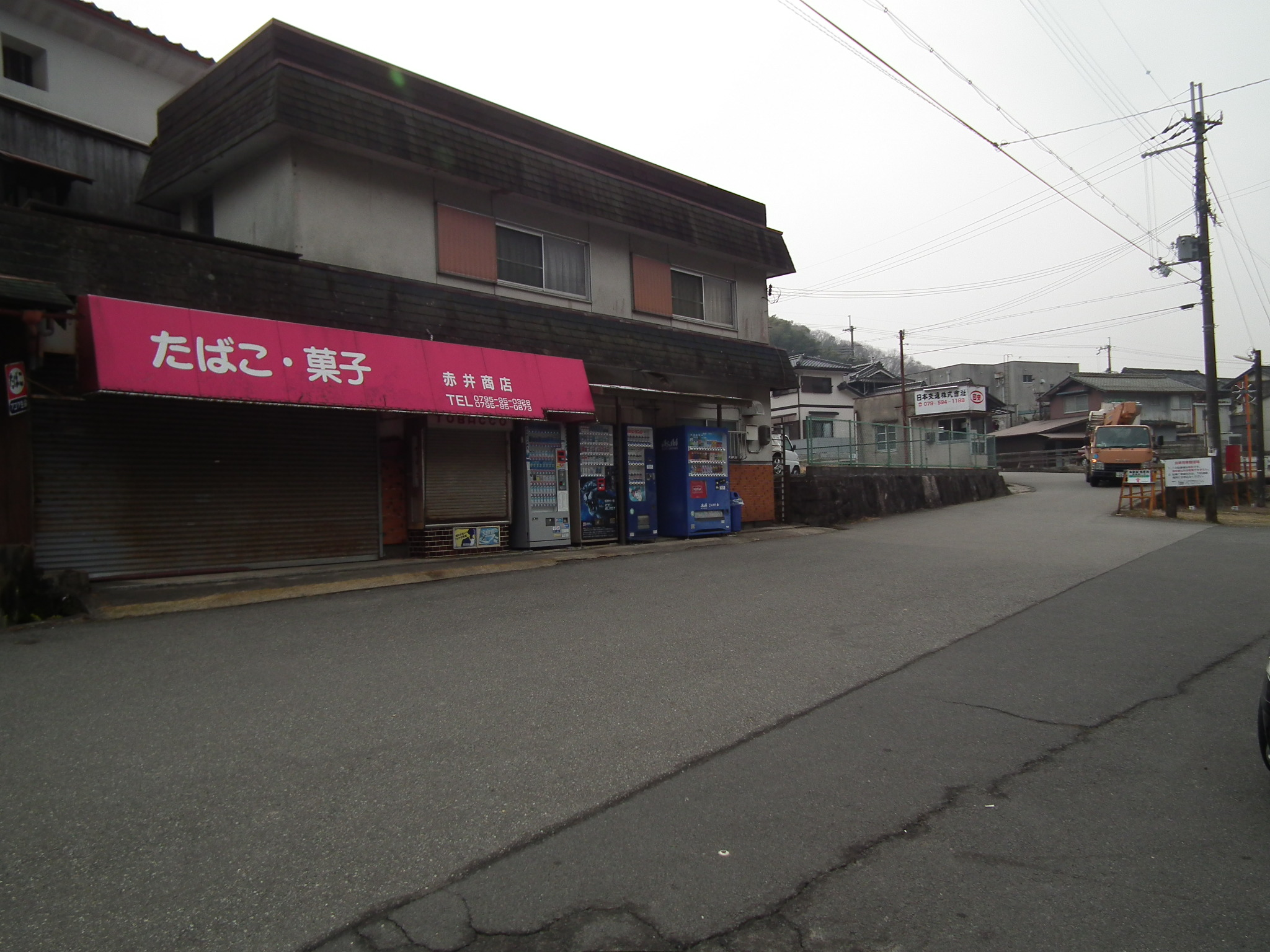
普段の古市駅前（2010年2月）

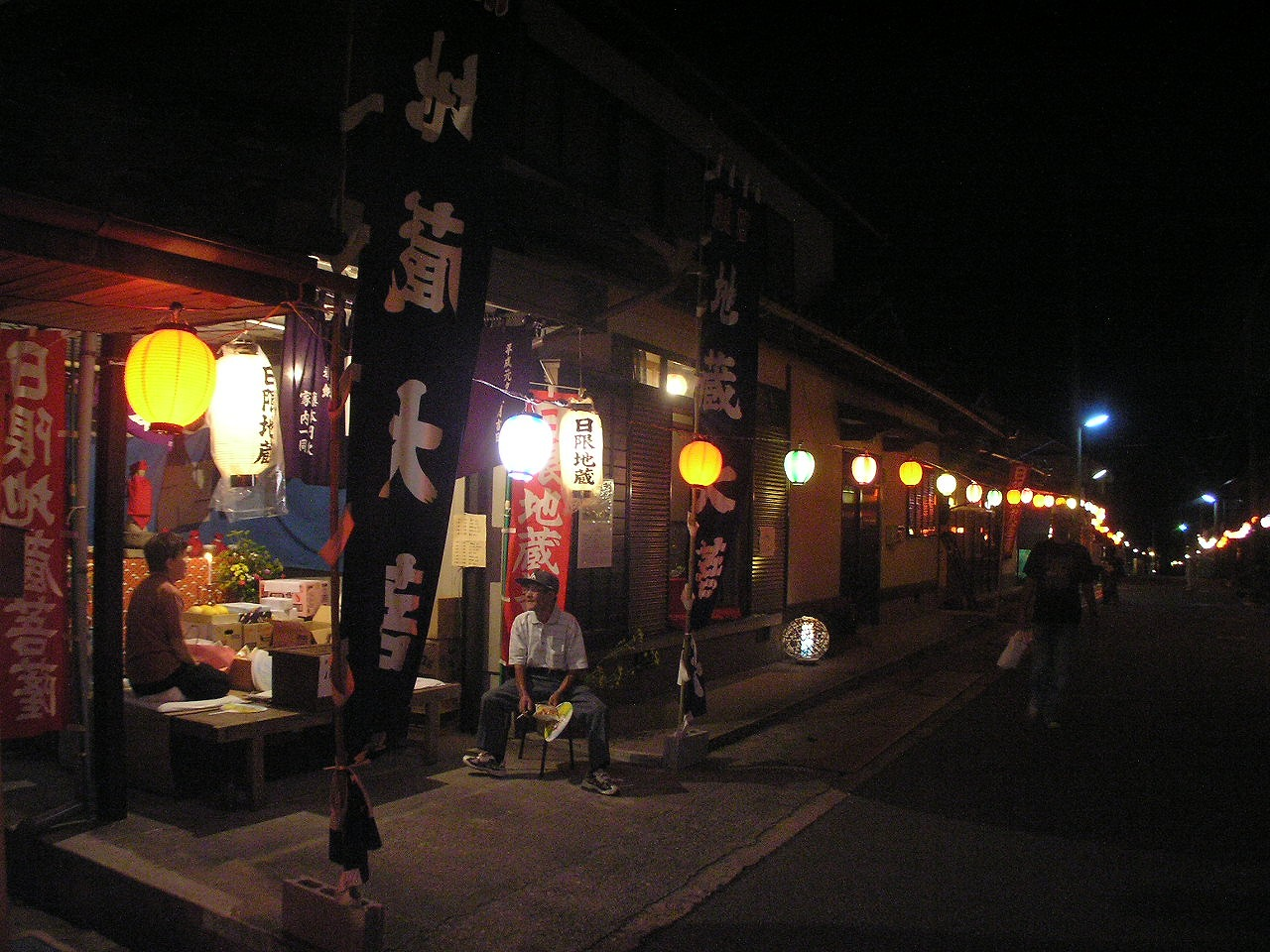
『宿場一夜夢街道』が開催される駅前通り

北西と南東を山に挟まれた場所に位置し、その間を中心に住宅地が密集している。
普段は人通りが少ないが、地蔵盆の時期になると駅前一帯が『宿場一夜夢街道』の会場の一つとなり、賑わいを見せる。
- 丹波篠山市立古市小学校
- 古市公民館
- 波賀野新田公民館
- 宗玄寺[1]
- 篠山警察署 古市駐在所
- 古市郵便局
- 中兵庫信用金庫古市支店
- 兵庫県道181号古市停車場線
- 国道176号[1]
- 国道372号[1]

### バス路線
周辺をウイング神姫（旧神姫グリーンバス）およびコミバスハートランが運行しており、南の国道176号沿いに「国道古市」バス停がある。
- ウイング神姫
  - 8系統：篠山口駅 / 藍本駅 ※平日のみ
  - 25系統：篠山営業所 / 市原 ※朝に1日1本のみ
- コミバスハートラン
  - Cルート：杉 / 黒石上 ※平日日中に運行

## 隣の駅
西日本旅客鉄道（JR西日本）
 JR宝塚線（福知山線）
■丹波路快速・■快速・■区間快速・■普通
草野駅 (JR-G66) - 古市駅 (JR-G67) - 南矢代駅 (JR-G68)